# 唵木海
唵木海（?—?），蒙古帝国将领，八剌忽解部人。孛合出之子。
唵木海和父亲一起随从成吉思汗征战有功，为炮手。建议攻城以炮石为先。1214年，随木华黎攻金朝，任随路炮手达鲁花赤。教习用炮技术，训练炮手五百余人。后蒙古平定诸国，唵木海发挥了很大作用。窝阔台即位，留唵木海为近侍，讲授武艺。1232年，跟随窝阔台攻打河南有功。1252年，蒙哥升他为都元帅。1253年，随旭烈兀西征。征剌里西番、斜巨山、桃里寺、河西诸郡全取胜。去世后，其子忒木台儿袭炮手总管。

## 延伸阅读
[在维基数据编辑]
 《元史/卷122》，出自宋濂《元史》
 《新元史/卷129》，出自柯劭忞《新元史》